# Charles William Oatley
Sir Charles William Oatley OBE, FRS, FREng (* 14. Februar 1904 in Frome, Somerset; † 11. März 1996) war ein britischer Physiker und Elektroingenieur, der eines der ersten kommerziellen Rasterelektronenmikroskope (SEM) entwickelte.

## Leben
Oatley studierte am St. John’s College der Universität Cambridge, wo er unter den Einfluss von Edward Victor Appleton kam, der aber noch vor Oatleys Abschluss an das King’s College London wechselte. Nach dem Abschluss war er zwei Jahre bei einer kleinen Firma für Elektronenröhren (Radio Accessories), die aber bald darauf der Konkurrenz unterlag. Er war auf Einladung von Appleton ab 1927 Demonstrator am King’s College London, wo er Lecturer wurde. In dieser Zeit wurde er ein Experte für Radioempfänger, worüber er eine Monographie verfasste. 1939 kam er auf Vermittlung von John Cockcroft, den er aus Cambridge kannte, in die damals geheime Radarforschung. Zunächst passte er Fernsehempfänger für die Verwendung im Radar an und entwickelte Testgeräte zum Testen von Röhren. Er arbeitete im von Cockcroft geleiteten Air Defence Research and Development Establishment (ADRDE) in Christchurch und wurde Stellvertreter von Cockcroft und als dieser ins Kerntechnik-Projekt nach Kanada wechselte, übernahm er die Aufsicht. Am Ende des Krieges war er ein führender Experte in Radarelektronik und kannte die meisten beteiligten Wissenschaftler und Industrieunternehmen. Zunächst wurde er aber Lecturer am Trinity College der Universität Cambridge. 1960 wurde er Professor für Elektrotechnik in Cambridge, was er bis zu seiner Emeritierung 1971 blieb. Er war von 1966 bis 1985 Direktor der English Electric Valve Company.
Oatley war mit Manfred von Ardenne ein Pionier der SEM. Von Ardenne leistete Ende der 1930er Jahre Pionierarbeit, sein SEM wurde aber 1944 bei einem Bombenangriff zerstört und er wandte sich später anderen Themen zu. Oatley erfuhr von Ardenne's Arbeit und wandte seine Erfahrungen in der Radarentwicklung nach dem Zweiten Weltkrieg auf die Entwicklung eines SEM an und konnte so einige Probleme, denen Ardenne begegnet war, überwinden. Insbesondere erkannte er die Möglichkeit, mit einem von A. S. Baxter am Cavendish Laboratory entwickelten Sekundärelektronenvervielfacher aus Beryllium-Kupfer-Dynoden eines der Hauptprobleme in der Entwicklung früher SEM zu lösen, die rauschfreie Detektion von Sekundärströmen im Pico-Ampere-Bereich. Das wurde prinzipiell auch von Ardenne in seinem Buch Über-Mikroskopie von 1940 vorgeschlagen, das war Oatley damals aber nicht bekannt. Ein erster Prototyp wurde von seinem Forschungsstudenten D. McMullan 1948 bis 1951 hergestellt. Weitere Schwierigkeiten wurden von ihm und seinen Studenten bis Anfang der 1960er Jahre überwunden (insbesondere durch Einführung des Everhart-Thornley Detektors 1956). 
1965 begann die Serienproduktion seiner SEM-Entwicklung (Stereoscan genannt) bei der Cambridge Instrument Company.
1969 wurde er Fellow der Royal Society. Er war Ehrendoktor der Heriot-Watt University (1974) und der Universität Bath (1977) und Officer des Order of the British Empire (1974). Oatley erhielt 1969 die Duddell Medal und die Royal Medal, 1970 die Faraday-Medaille (IET), 1973 den Mullard Award und 1989 die Howard N. Potts Medal. 1974 wurde er als Knight Bachelor geadelt. 1976 war er Mitgründer der Royal Academy of Engineering.

## Schriften (Auswahl)
- Wireless Receivers, Methuen 1932.
- The Scanning Electron Microscope, Cambridge University Press 1972.
- The early history of the scanning electron microscope, J. App. Phys., Band 53, 1982, R1.